# 선구성이론
선구성이론(일본어: 先駆性理論 센쿠세이리론[*])은 일본 신좌파 정치사상의 하나다. 층학론과 함께 대표적인 학생운동이론이었다.
기존의 공산주의 이론에서 학생은 자본가계급과 노동자계급 사이에 위치한 중간층, 이른바 소시민이라 하여 혁명의 주체가 될 수 없다고 보았다. 그러나 마르쿠제 이론의 영향을 받아 일본에서 나오게 된 것이 선구성이론이다. 즉슨 학생은 노동자에 비해 자유로운 신세이기 때문에 선구하여 “적의 책략”을 알아보고 경종을 울릴 의무가 있다는 것이다. 즉 노동운동을 보조하는 것에 지나지 않던 학생운동을 혁명방향성을 결정짓는 중요한 혁명운동이라고 재정의한 것에 의의가 있다.

## 참고 자료
- 警備研究会編『極左暴力集団・右翼101問』立花書房、1995年